# Feuerhöhe
Die Feuerhöhe gibt den vertikalen Abstand zwischen der Lichtquelle eines Leuchtfeuers und dem Meeresspiegel an. Sie setzt sich zusammen aus der Höhe des Bauwerks und aus der geographischen Höhe des Fußpunktes. Im Gegensatz dazu gibt die Feuerträgerhöhe lediglich die Höhe des Feuerträgers an, also der das Leuchtfeuer tragenden Konstruktion (Bauwerk, Stahlmast usw.) an.

## Höhenbezug
In deutschen Seekarten rechnet man für Höhenangaben an Land in der Nordsee ab Mittlerem Hochwasser (MHW) und in der Ostsee ab Mittlerem Wasserstand.
In der Bautechnik wird die Feuerhöhe nach DIN häufig als Lichtpunkthöhe bezeichnet, dann aber in der Regel auf Normalhöhennull (NHN) oder Grundniveau bezogen.

## Sichtweite

Augeshöhe h, Feuerhöhe H

In der Seefahrt ist die Feuerhöhe entscheidend für die Nautische Sichtweite, also aus welcher Entfernung man trotz Erdkrümmung ein Leuchtfeuer bei guter Sicht und ausreichender Leuchtstärke (Tragweite) sehen kann. 